# Elysia marginata
Elysia marginata is een slakkensoort uit de familie van de Plakobranchidae. De wetenschappelijke naam van de soort werd voor het eerst geldig gepubliceerd in 1871 door Pease als Pterogasteron marginatus. De slakken zijn in staat om het lichaam los te laten van het hoofd. In een periode van 3 weken kan er een nieuw lichaam aangroeien. Mogelijk wordt het gedaan om een lichaam dat geïnfecteerd is met parasieten los te laten en met een schoon lichaam voort te leven.